# 大久保正二
大久保 正二（おおくぼ しょうじ、1895年（明治28年）3月6日 – 1965年（昭和40年）1月21日）は、東京都出身の実業家。

## 人物
14年半に亘って日野自動車のトップを務め、積極政策、研究重視政策により、現在の同社の基礎を築いたとされる。販売の神様と称されたトヨタ自動車の神谷正太郎などと共に、自動車業界を代表する人物のひとりと言われた。

## 略歴
- 1895年 東京都にて出生。
- 1921年 明治大学法科卒。東京瓦斯電気工業入社。
- 1946年 日野自動車社長
- 1961年 日野自動車会長。
- 1965年 東京都新宿区市谷砂土原町の自宅で急性気管支肺炎のため死去[1]。